# Bactra nea
Bactra nea is een vlinder uit de familie bladrollers (Tortricidae). De wetenschappelijke naam is voor het eerst geldig gepubliceerd in 1964 door Diakonoff.
De soort komt voor in tropisch Afrika.